# Andreas T. Olsson
Andreas T. Olsson, född 28 juli 1979 i Uddevalla församling, är en svensk skådespelare och dramatiker.

## Biografi
Olsson är utbildad vid Teaterhögskolan i Stockholm 2010–2013 och tillhör Dramatens fasta ensemble.
Han fick ett genombrott på Dramaten med egenskrivna monologen Sufflören. Den skapades inom ramen för utbildningen på Teaterhögskolan och fick nypremiär på Dramaten i september 2013 med Gösta Ekman som V.I.S. (vän i salongen).
På Dramaten har han bland annat setts som Andrej i Tre systrar, Blek af Nosen i Trettondagsafton och i kabarén Improvisation på slottet som han också regisserade. Utanför Dramaten har han synts i en rad uppsättningar på Oscarsteatern, Kungliga Operan och Maximteatern. 
På film och tv har han medverkat i Finaste familjen, Bröllop, begravning och dop och Trevlig helg. 
Vid sidan av Sufflören har Olsson exempelvis skrivit relationskomedin Taxi för SVT, romanen Sista gästen (Natur & Kultur) och gjort nybearbetning av Orfeus i underjorden för Malmö Opera. I november 2022 var det premiär för Olssons nya monolog Kulturbärarna på Oscarsteatern. 
Olsson tilldelades Karl Gerhard Stipendiet 2018 och Lena Nyman-priset 2019. Han innehar mössa n:o 12 i Sällskapet Stadsbudskåren och sitter på stol 6 i Lilla Sällskapet.

## Teater

### Roller (ej komplett)
| År   | Roll                                  | Produktion                                                                                    | Regi                            | Teater                                             |
| ---- | ------------------------------------- | --------------------------------------------------------------------------------------------- | ------------------------------- | -------------------------------------------------- |
| 2007 | KG Brunell                            | Herrar Jan Ericson                                                                            | Lisbeth Johansson               | Regionteater Väst                                  |
| 2008 | Samuel                                | Nobelpristagaren Åke Cato                                                                     | Cilla Jelf                      | Regionteater Väst                                  |
| 2013 | Josef II                              | Amadeus Peter Shaffer                                                                         | Peter Langdal                   | Dramaten                                           |
| 2013 | Sufflören                             | Sufflören Andreas T Olsson                                                                    | Andreas T Olsson Gösta Ekman    | Dramaten                                           |
| 2014 | Andrej                                | Tre systrar (Три сeстры, Tri sestry) Anton Tjechov                                            | Emmet Feigenberg                | Dramaten                                           |
| 2015 | Andreas Blek af Nosen                 | Trettondagsafton (Twelfth Night, or What You Will) William Shakespeare                        | Åsa Melldahl                    | Dramaten                                           |
| 2016 | Sufflör                               | Rampfeber (Noises Off) Michael Frayn                                                          | Alexander Mørk-Eidem            | Dramaten                                           |
| 2016 |                                       | Improvisation på slottet Andreas T Olsson                                                     | Andreas T Olsson                | Dramaten                                           |
| 2017 | Bazile Fanchette Rättstjänare         | Figaros bröllop (La Folle Journée, ou Le Mariage de Figaro) Pierre de Beaumarchais            | Tobias Theorell                 | Dramaten                                           |
| 2017 | Ballested                             | Frun från havet (Fruen fra havet) Henrik Ibsen                                                | Sofia Jupither                  | Dramaten                                           |
| 2017 | Medverkande                           | När det kommer till kritan Niklas Rådström                                                    | Stefan Metz                     | Dramaten                                           |
| 2018 | Monty Navarro                         | Gentlemannen (A Gentleman's Guide to Love and Murder) Robert L Freedman och Steven Lutvak     | Markus Virta                    | Oscarsteatern                                      |
| 2018 | Victor                                | The Play That Goes Wrong Henry Lewis, Henry Shields och Jonathan Sayer                        | Sven Melander                   | Nöjesteatern Lorensbergsteatern                    |
| 2019 |                                       | Den sista kabarén! Andreas T Olsson och Sara Jangfeldt                                        | Andreas T Olsson Sara Jangfeldt | Kulturhuset Stadsteatern                           |
| 2019 | Benny Zetterberg                      | Glada änkan (Die lustige Witwe) Henrik Dorsin                                                 | Ole Anders Tandberg             | Kungliga Operan                                    |
| 2019 | Karl Den döde                         | Dövheten Niklas Rådström                                                                      | Peter Langdal                   | Drottningholms slottsteater Dramaten               |
| 2020 | Salaman, Willibald m.fl.              | Röde Orm Frans G. Bengtsson                                                                   | Alexander Mørk-Eidem            | Dramaten                                           |
| 2021 | Kabinettskammarherre                  | Kuriosakabinettet Andreas T Olsson                                                            | Andreas T Olsson                | Kulturhuset Stadsteatern                           |
| 2021 |                                       | Den yttersta minuten Mattias Andersson                                                        | Mattias Andersson               | Dramaten                                           |
| 2021 | Gooper                                | Katt på hett plåttak (Cat on a Hot Tin Roof) Tennessee Williams                               | Stefan Larsson                  | Maximteatern                                       |
| 2022 | 2                                     | Solitaire Lars Norén                                                                          | Sofia Adrian Jupither           | Dramaten/ Uppsala stadsteater/ Den Nationale Scene |
| 2022 | Haushofmeister                        | Ariadne på Naxos (Ariadne auf Naxos) Richard Strauss                                          | Katharina Jakhelln Semb         | Kungliga Operan                                    |
| 2022 | Medverkande                           | Kulturbärarna Andreas T Olsson                                                                | Andreas T Olsson Claes Eriksson | Oscarsteatern                                      |
| 2022 | Tyko Jonsson                          | Sagan om Karl-Bertil Jonssons julafton Tage Danielsson                                        | Anna Vnuk                       | Scalateatern Gästspel på Filadelfiakyrkan          |
| 2023 | Berättaren                            | Peter Pan går åt helvete (Peter Pan Goes Wrong) Henry Lewis, Henry Shields och Jonathan Sayer | Edward af Sillén                | Cirkus, turné                                      |
| 2023 | Tobias Hume                           | Hum hum Hume Andreas T Olsson                                                                 | Sophie Helsing                  | Drottningholms slottsteater                        |
| 2023 |                                       | Konspiration Erik Uddenberg                                                                   | Suzanne Osten                   | Dramaten                                           |
| 2024 | Jean Högqvist, tragisk teaterdirektör | Ett resande teatersällskap Andreas T. Olsson                                                  | Andreas T. Olsson               | Sundspärlan                                        |

### Regi
| År   | Produktion                 | Upphovsmän                                   | Teater                   |
| ---- | -------------------------- | -------------------------------------------- | ------------------------ |
| 2013 | Sufflören                  | Andreas T Olsson                             | Dramaten                 |
| 2014 | In medias res              | Andreas T Olsson och Reuben Sallmander       | Dramaten                 |
| 2016 | Improvisation på slottet   | Molière                                      | Dramaten                 |
| 2019 | Den sista kabarén          | Andreas T Olsson och Sara Jangfeldt          | Kulturhuset Stadsteatern |
| 2020 | De närmaste                | Lolo Amble                                   | Kulturhuset Stadsteatern |
| 2021 | Kuriosakabinettet          | Andreas T Olsson                             | Kulturhuset Stadsteatern |
| 2024 | Ett resande teatersällskap | Andreas T. Olsson Fritt efter August Blanche | Sundspärlan              |

## Filmografi i urval
- 2016–2017 – Finaste familjen (TV-serie)
- 2016 – Mammor (TV-serie)
- 2019–2020 – Bröllop, begravning och dop (TV-serie)
- 2020 – Kulturbärarna (TV-föreställning)
- 2021 – Solsidan (TV-serie)
- 2021 – Sommaren med släkten (TV-serie)
- 2021–2022 – Trevlig helg (TV-serie)
- 2024 – Doktrinen (TV-serie)
- 2025 – Stenbeck (TV-serie)